# Дервал
Дервал (фр. Derval) насеље је и општина у западној Француској у региону Лоара, у департману Атлантска Лоара која припада префектури Шатобријан.
По подацима из 2011. године у општини је живело 3334 становника, а густина насељености је износила 52,5 становника/km². Општина се простире на површини од 63,51 km². Налази се на средњој надморској висини од 33 метара (максималној 77 m, а минималној 8 m).

## Демографија
| 1962. | 1968. | 1975. | 1982. | 1990. | 1999. | 2011. |
| ----- | ----- | ----- | ----- | ----- | ----- | ----- |
| 2.648 | 2.675 | 2.591 | 2.558 | 2.558 | 2.491 | 3.334 |

График промене броја становника у току последњих година